# Anarhyma rhododendri
Anarhyma rhododendri är en svampart som beskrevs av M.H. Pei & Z.W. Yuan 1986. Anarhyma rhododendri ingår i släktet Anarhyma, divisionen sporsäcksvampar och riket svampar.   Inga underarter finns listade i Catalogue of Life.